# المعبد الكائن قبلة الجامع (دقة)
المعبد الكائن قبلة الجامع هو معلم أثري تونسي مصنف من قبل المعهد الوطني للتراث يقع في ولاية باجة في الشمال الغربي التونسي، تحديدا في دقة تم تصنيف المعلم في يوم 25 يناير 1922.

## مقالات ذات صلة
- قائمة المعالم الأثرية المصنفة في تونس